# دنیاگیری کووید-۱۹ در قبرس
دنیاگیری کووید-۱۹ در قبرس بخشی از دنیاگیری بیماری کروناویروس ۲۰۱۹ در جهان است.
اولین مورد تأیید شده در قبرس در ۹ مارس ۲۰۲۰ در شهر لیماسول و نیکوزیا اعلام شد. یک جوان ۲۵ ساله در لیماسول که از ایتالیا برگشته بود و یک متخصص بهداشت ۶۴ ساله در نیکوزیا که از انگلستان بازگشته بود.